# Градишче (Гросупље)
Градишче  (словен. Gradišče) мало насељено место западно од Полица у општини Гросупље у централној Словенији покрајина Долењска. Општина припада регији Средишња Словенија.
Налази се на надморској висини 390 м, површине 0,49 км². Приликом пописа становништва 2002. године насеље је имало 33 становника.

## Културно наслеђе
Археолошки налази потврђују да је у Градишче на локацији насељеној још у гвоздено доба.